# Saint-Paër
Saint-Paër település Franciaországban, Seine-Maritime megyében. Lakosainak száma 1318 fő (2022. január 1.). Saint-Paër Blacqueville, Bouville, Duclair, Épinay-sur-Duclair, Saint-Pierre-de-Varengeville és Villers-Écalles községekkel határos.

## Népesség
A település népessége az elmúlt években az alábbi módon változott:
| Lakosok száma | 1313 | 1352 | 1384 | 1346 | 1329 | 1311 | 1307 | 1306 | 1318 |
|               | 2013 | 2015 | 2016 | 2017 | 2018 | 2019 | 2020 | 2021 | 2022 |